# Principesse gemelle (singolo)
Principesse gemelle è il settantaquattresimo singolo discografico di Cristina D'Avena, pubblicato nel 2009. 

## La canzone
Il brano è il primo singolo in digitale della cantante, sigla dell'anime omonimo, scritto da Cristina D'Avena su musica e arrangiamento di Giorgio Vanni e Massimo Longhi. Il singolo fa parte della collana Mediaset Cartoon Music, comprendente sia album che singoli.
Il brano è stato in seguito pubblicato nella raccolta della cantante Cristina for You.
La canzone è stata remixata e utilizzata come sigla per la seconda stagione dell'anime. La canzone è stata pubblicata solo nella raccolta per il trentennale dell'artista, 30 e poi... - Parte prima, con il titolo Principesse gemelle (Energy Remix).

## Tracce
Lato A
Testi di Cristina D'Avena, musiche di Max Longhi e Giorgio Vanni.
1. Cristina D'Avena – Principesse gemelle – 3:21

Durata totale: 3:21

## Produzione
- Paolo Paltrinieri – Produzione artistica e discografica
- Direzione Creativa e Coordinamento Immagine Mediaset – Grafica

## Produzione musicale e formazione
- Max Longhi – tastiera, programmazione
- Giorgio Vanni, Fabio Gargiulo – chitarre
- Simona Scuto – cori
- Vera Quarleri – cori
- Stefania Camera – cori
- Roberto Oreti – cori

## Differenze con la versione televisiva
Nel taglio televisivo la prima e la seconda strofa sono fuse insieme ma la base che sorregge la melodia è soltanto quella suonata nella seconda strofa. Infatti è presente la chitarra elettrica che è mancante per tutta la prima strofa.

## Pubblicazioni all'interno di album e raccolte
Principesse gemelle è stata riproposta in più raccolte dell'artista:
| Anno | Album                                     | Titolo                             | Versione                     |
| ---- | ----------------------------------------- | ---------------------------------- | ---------------------------- |
| 2009 | Cristina for You                          | Principesse gemelle                | Versione originale           |
| 2010 | Cart1: I cartoni originali di Italia Uno  | Principesse gemelle                | Versione originale           |
| 2010 | Cristina for You                          | Principesse gemelle                | Versione originale           |
| 2011 | Cristina D'Avena e le Supergirls          | Principesse gemelle                | Versione originale           |
| 2011 | Cartoonlandia Story: 2000-2010            | Principesse gemelle                | Versione originale           |
| 2011 | Le sigle originali dei cartoni di Italia1 | Principesse gemelle                | Versione originale           |
| 2012 | 30 e poi... - Parte prima                 | Principesse gemelle (Energy Remix) | Versione remix della canzone |
| 2015 | Cristina D'Avena                          | Principesse gemelle                | Versione originale           |
| 2016 | #le sigle più belle                       | Principesse gemelle                | Versione originale           |
| 2017 | Fantastiche avventure                     | Principesse gemelle                | Versione originale           |